# Atletica leggera ai Giochi della X Olimpiade - Salto in alto maschile

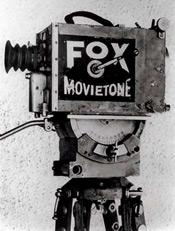
Video della Finale (sono mostrati tre salti dal minuto 2'21" al minuto 2'43)

La competizione del salto in alto maschile di atletica leggera ai Giochi della X Olimpiade si tenne il 31 luglio 1932 al Memorial Coliseum di Los Angeles.

## L'eccellenza mondiale
| Primatista mondiale     | 2,03 1924 | Harold Osborn                                   | Rit. 1929 |
| Record olimpico         | 1,98 1924 | Harold Osborn                                   | Rit. 1929 |
| Primatista europeo      | 1,96 1932 | Jerzy Plawczyk                                  | Presente  |
| Vincitori selezioni USA | 1,997     | Cornelius Johnson George Spitz Robert Van Osdel | Presente  |

1. ↑  Il 26 giugno.
2. ↑  Conversione metrica della misura inglese di 6 piedi e 6 pollici e mezzo.

## Risultati

### Turno eliminatorio
I 14 atleti iscritti sono ammessi direttamente alla finale.

### Finale
Quattro atleti valicano 1,97: l'americano van Osdel (al primo tentativo), il connazionale Johnson (al secondo), il canadese McNaughton ed il filippino Toribio (al terzo).

Ma quando l'asticella è posta a 6 piedi e 7 pollici (2,007 metri) tutti sbagliano. Si deve ricorrere ai salti di spareggio.
Spareggio per l'oro
La prima misura è la stessa: 2,007 metri. Ma tutti sbagliano nuovamente.

Si abbassa dunque l'asticella a 1,99: niente da fare.

L'asticella viene abbassata a 1,97. Finalmente un atleta valica la misura al primo tentativo: Duncan McNaughton. Il canadese vince l'oro.
Spareggio per l'argento
Si continua a 1,97. Robert van Osdel è l'unico che ce la fa al secondo tentativo: il secondo posto sul podio è suo.
Spareggio per il bronzo
Rimangono Toribio e Johnson. Il filippino valica l'asticella al terzo tentativo, mentre il giovane americano (ha 18 anni) fallisce.
| Pos. | Atleta            | Nazione     | Misura (m) | Serie regolare       | Serie regolare       | Serie regolare       | Serie regolare       | Spareggi | Spareggi | Spareggi |
| Pos. | Atleta            | Nazione     | Misura (m) | 1,90 m               | 1,94 m               | 1,97 m               | 2,00 m               | 2,00 m   | 1,99 m   | 1,97 m   |
| ---- | ----------------- | ----------- | ---------- | -------------------- | -------------------- | -------------------- | -------------------- | -------- | -------- | -------- |
| 1    | Duncan McNaughton | Canada      | 1,97       | xo                   | o                    | xxo                  | xxx                  | x        | xxx      | o        |
| 2    | Bob Van Osdel     | Stati Uniti | 1,97       | xo                   | xo                   | o                    | xxx                  | x        | xxx      | ?        |
| 3    | Simeon Toribio    | Filippine   | 1,97       | o                    | xo                   | xo                   | xxx                  | x        | xxx      | ?        |
| 4    | Cornelius Johnson | Stati Uniti | 1,97       | o                    | xxo                  | xxo                  | xxx                  | x        | xxx      | ?        |
| 5    | Ilmari Reinikka   | Finlandia   | 1,94       | xo                   | xo                   | xxx                  |                      |          |          |          |
| 6    | Kazuo Kimura      | Giappone    | 1,94       | Dati non disponibili | Dati non disponibili | Dati non disponibili | Dati non disponibili |          |          |          |
| 7    | Ono Misao         | Giappone    | 1,90       | Dati non disponibili | Dati non disponibili | Dati non disponibili | Dati non disponibili |          |          |          |
| 7    | Jerzy Pławczyk    | Polonia     | 1,90       | Dati non disponibili | Dati non disponibili | Dati non disponibili | Dati non disponibili |          |          |          |
| 9    | Birger Haug       | Norvegia    | 1,85       | Dati non disponibili | Dati non disponibili | Dati non disponibili | Dati non disponibili |          |          |          |
| 9    | Claude Ménard     | Francia     | 1,85       | Dati non disponibili | Dati non disponibili | Dati non disponibili | Dati non disponibili |          |          |          |
| 9    | Jack Portland     | Canada      | 1,85       | Dati non disponibili | Dati non disponibili | Dati non disponibili | Dati non disponibili |          |          |          |
| 9    | George Spitz      | Stati Uniti | 1,85       | Dati non disponibili | Dati non disponibili | Dati non disponibili | Dati non disponibili |          |          |          |
| 9    | Angelo Tommasi    | Italia      | 1,85       | Dati non disponibili | Dati non disponibili | Dati non disponibili | Dati non disponibili |          |          |          |
| 14   | Paul Riesen       | Svizzera    | 1,80       | Dati non disponibili | Dati non disponibili | Dati non disponibili | Dati non disponibili |          |          |          |

McNaughton è il primo atleta non statunitense a vincere l'oro nel salto in alto alle Olimpiadi. Va detto comunque che vive negli USA, dove studia all'Università della California del Sud. È compagno di allenamento di Robert van Osdel.

Cornelius Johnson ci riproverà a Berlino nel 1936 ed avrà miglior fortuna.